# 国鉄マロネ40形客車
マロネ40形は、日本国有鉄道の前身である運輸省鉄道総局が製造した寝台車両の一形式である。
本項では、同時期（日本国有鉄道発足後）に作られた同形態の車両であるマロネ41形についても記述し、またマロネ40形・マロネ41形から改造された事業用車両マヤ40形・オヤ41形などについても記述する。

## 概要
もともとは進駐軍専用列車に使用するため、進駐軍の指示により新製されたものの、キャンセルとなったため国鉄（当時はまだ運輸省）が購入し、特急・急行列車に使用した寝台車。
それまでの優等寝台車が3軸ボギー台車を用いていたのに対し、3等車同様に2軸ボギー台車を用いた合理的な構造となった。また当初から冷房装置を搭載し、二人用個室を備えるなど、長く国鉄の車輌として最高水準の居住性を備えていた。東海道本線の急行列車、さらに九州方面の寝台特急「あさかぜ」「はやぶさ」等に連結された。
在来車に比しても設備のレベルアップは著しく、特に戦後の開放式優等寝台車において、広幅のプルマン式寝台を標準化する端緒ともなった。
本項では、これら旧型優等寝台車と不可分な「車軸駆動冷房装置」についても簡単に記述する。

## 車軸駆動冷房装置
車軸駆動冷房装置は、列車走行中、客車の台車車軸から取り出した動力で、冷房用圧縮機を駆動するシステムである。現代は鉄道用の車載冷房装置は電気式（電動式）が原則となっているが、蒸気機関車全盛期の客車では電源の確保が困難であった。

### 初期の鉄道冷房
南海電気鉄道の前身である南海鉄道は、1936年、国内の私鉄としては日本初の冷房装置を特急用車両（クハ2802）に試験搭載、同年夏前から営業列車での冷房装置の使用を開始した。現在のダイキン工業の前身である大阪金属工業が製造した電動冷凍機「ミフジレーター」を冷房装置に改造したもので、メチルクロライドを冷媒に用いている。原理自体は現代の一般的な冷房装置と同じである。
だがこれは電源が確保できる電車ゆえに可能であり、1950年代以前の日本の長距離列車の主流である蒸気機関車牽引の列車では実現困難であった。なお、電源確保の手段として、客車への小型ディーゼル発電機搭載が日本で実用化されたのは、1957年のオシ17形以降である。
日本の資本・技術で運営されていた南満洲鉄道が1934年に開発した特急「あじあ」専用客車は、米キヤリア社方式の車載冷房装置を全車両に床下搭載していた。これは蒸気機関車から送り込んだ高圧蒸気を利用し、気化熱差によって室内温を吸収する方式であるが、非常に大がかりなうえ蒸気漏れや部品の狂いによってしばしば故障したという。

### 鉄道省の車軸駆動冷房
国鉄（当時は鉄道省）は、1940年に開催される予定の東京オリンピックで国力を示すため、1930年代中期には車両用冷房装置についての検討を進め、当時最高技術を要する機械圧縮機式（メチルクロライド冷媒）冷房を用いることとした。そして、設備する車体は1936年から1938年にかけ、大井工場でスシ37850形（37850 - 37855）食堂車を落成し、これらは当初から冷房準備工事を施行して製造された。
この車両は3軸ボギー台車を履いた丸屋根車で、床下に車軸動力駆動の冷房装置を搭載していた。
食堂部分の側窓は1,200mmと幅広で、固定式でこそなかったが二重窓とし、車内温度維持に配慮している。また、車体にも保冷のために断熱材の充填などの試みが為されている。
東海道本線の特急「富士」・「燕」等に用いられたが、車軸駆動故に稼働状況が不安定であり、冷房装置を稼働させると走行中は効き過ぎて乗客が凍えてしまい。停車中は（作動していないので）短時間で蒸し暑くなるというちぐはぐな問題を起こした。このため冷房能力を弱める調整が行われている。
メカニズムとしては、川崎車輌の直接駆動式（車軸動力で冷房装置を直接駆動）と、荏原製作所による発電式（車軸動力で発電し、その電力で冷房装置を駆動）の2タイプがあったが、川崎の直接式の方が評価が高かったという。
しかし、この試みは戦前においては、他の系列に波及するまでには至らなかった。
なお、スシ37850形は1941年にスシ38形と改称、その後1両を戦災によって喪失した。進駐軍接収期間を経た後、1953年にはマシ38形と改称し、特急・急行列車に用いられたが、1968年までに廃車となっている。

### 連合軍専用列車
1945年、太平洋戦争が日本の敗戦によって終結すると、アメリカ軍を中心とする連合国軍が日本の各地へ進駐した。
大きな飛行場が少なく、道路整備がほとんど行われていなかった当時の日本において、長距離大量輸送の手段は鉄道と船舶のみに限られていた。連合国軍もこれを認識し、国鉄線の管理権を事実上掌握した。
戦時中、1・2等寝台車をはじめとする優等客車の多くは、地方へ疎開するなどして保全されていたが、連合国軍はこれをあらかた接収し、軍用特別列車の専用車とした。
それらは万全の改良整備が行われたが、一部の優等車には連合国軍側の指示により、車軸動力式の冷房装置を搭載するものも現れた。

### 川崎車輌式冷房
1945年の終戦直後時点で、日本において使用可能な鉄道用車載冷房装置は、川崎車輌のKM式が唯一であった。
正式には「川崎式KM式客車空気調和装置」と呼ばれるこのシステムは、塩化メチル冷媒式で、戦前にスシ37850形に試用したものを改良した方式である。
1. 車軸の回転力を2組のベルトで取り出し、ギアとジョイント付プロペラシャフトを介して、車体側に固定された電磁接手へ動力を伝達する。電磁接手は励磁機を併設しており、高速時の回転数を極力一定に保つ役割をしている。
2. ここから更に隣接する冷凍機箱に、ベルトで駆動力を伝達する。冷凍機では冷媒を圧縮し、熱を発散させている。現代の冷房における熱交換器の役割である。
3. 圧縮された冷媒は配管を介して車両屋根裏に設置された室内機へ送られ、電動ファンの送風によって室温を吸収、再び床下の冷凍機箱に送られる。

この冷房装置の動作原理は現代の電動式冷房と同じ冷媒式だが、駆動装置が非常に大がかりで、客車床下の半分以上を占めていた。重量がかさむことから、冷房シーズンを外れると工場入りして取り外し、シーズン前には改めて取り付けていた。蒸気機関車の非力さを少しでも補うには、無駄な荷重を減らさねばならなかったのである。また、冷房搭載車は車体に断熱材を充填する工事も行っている。
最初に戦前製2等寝台車のマロネ37形・マロネフ37形各1両が、1945年末に冷房搭載改造された。続いて戦後賠償の一環である終戦処理費を財源として、1946年2月から5月にかけ、戦前製の1等寝台車および1・2等合造寝台車が計8両、冷房搭載改造された。その多くは地方の基地から主要都市の病院へ傷病兵を移送する病院列車向けであった。1947年までにKM形冷房装置は2形式35台が製造され、1・2等車の冷房化に用いられた。
資材も人材も不足する中で、冷房装置の製造・搭載には大変な困難が伴った。決して単純とは言えない構造であり、工作・材質の不十分さから作動トラブルも多かった。当時の担当者たちは進駐軍から厳しい叱責を受けつつ、苦心して冷房化を進めたという。

## 寝台車の新製問題
進駐軍当局は鉄道の運営について、しばしば朝令暮改的な指示を出し、運輸省側を困惑させた。
1946年5月、進駐軍は軍用列車向けとして、寝台サイズにゆとりのある1等寝台車（区分室・開放室合造タイプ）の新製を運輸省に打診した。運輸省は速やかに車両設計を開始する。同年8月、進駐軍輸送司令部(MRS)は寝台車40両の新製を要求。メーカーである川崎車輌と日本車輌は正式発注を待たずに製造に着手し、資材不足の中で苦労しながら先行5両分の完成を急いだ。
しかし12月になると進駐軍は、寝台サイズが小さい既存車両でも所要は間に合うという事実上の新車製造中止命令を出す。結果、作りかけの寝台車は製造費用の支払われるあてもないまま宙に浮いてしまった。
唐突なキャンセルに運輸省とメーカー側は窮したが、進駐軍側への運動を行い、1947年2月に連合軍総司令部(GHQ)から1等寝台車21両分の発注命令を得た。
こうして再び製造工事は進められたものの進駐軍は同年5月、またしても1等寝台車発注の撤回命令を発し「今後は民間運輸局(CTS)の指示に従え」との書面通告を行なった。他車種への転用もきかない高級素材を含む工事であったためGHQとの折衝の末、7月になって第1陣の4両が完成する。
ところが8月になるとMRSが「軍用として区分室・開放室合造の1等寝台車を4両提供せよ」と要求。これに対し運輸省側は「該当車種は現在車両会社の所有のため購入予算を認めるか、直接MRS購入の上で当方に運用を任せていただきたい」と回答した。MRSは「車両会社在籍中は要求を撤回する」と再通告。
ちょうどこの頃から外国人観光客輸送の問題が発生したため「将来の外国人観光客輸送のために必要である」旨の理由でGHQと折衝し、1等寝台車を完成させる許可を得ようと試みた。そして最終的にGHQから「軍用でなく日本側で外国人観光客輸送に使用し、余裕があれば日本人も利用出来る」という事で完成させる承認を取り付け、1948年になって日本における戦後初の新製寝台車は落成した。

## マイネ40形（マロネ40形）
上記の経緯により、マイネ40形として書類上は1948年に21両が完成した1等寝台車である。
戦前の優等寝台車の標準仕様だった3軸ボギー台車を廃し、通常形客車と同様の2軸ボギー台車を採用したのが最大の特徴である。
ただし、当初1・2等寝台車として計画されUF53台枠にTR77台車を組み合わせる予定とされたが、設計変更により台枠はUF119、台車はTR34に変更された上で製造が行われた。
1955年の1等寝台廃止により、2等寝台車マロネ40形に称号変更された。

### 車体外観
当時のオハ35形客車等と同様、過渡期の車両らしい形状である。すなわち、在来車のように車端部の屋根を丸めてすぼませるのではなく、全断面のまま平らに切り落とした機能的な形態である。しかし妻面はフラットではなく、在来車同様三面の折妻となっている。鋼板屋根を採用し冷房用の送風ダクトを内蔵するため屋根が深く、車端部から見ると非常に車高が高く見える。
窓下には1等車の印である白帯が進駐軍専用にされていたため代わりにクリーム色の帯を塗装、帯には「|」「寝台」の標記に加え「JGR」の標記を加えた。

### 車内設備
片廊下式の2人用個室寝台4室8名分と、中央通路のプルマン式開放寝台8区画16名分の寝台を備える。また、トイレを車体の両端に備えている。
従来の日本における優等寝台車の開放式寝台は、幅が狭く昼間時はロングシートとなるツーリスト式が主流であった。プルマン式寝台の採用例は、1938年に鷹取工場で製造された1・2等寝台緩急車のマイロネフ37290形（37290～37292、1941年にスイロネフ38形となる）があったが、これは実際には皇族・貴賓客用の特別車であり、本格的なプルマン式の採用は本形式が最初である。ただし、MRSの要求により寝台の長さは1930mmとされ，これ以降のプルマン式寝台の1900mmとは異なっている。また、開放式寝台の仕切板は取り外し式としたが、当時入手できたベニヤ板では良質なものが得られない事から、製造メーカーのうち日本車輌ではピアノの木工技術を頼って日本楽器に依頼したと言われている。室内の布団生地・カーテンはこれまでの一等車用のものから新規に西陣織を採用した。
日本における初期の蛍光灯照明採用車でもあるが、システムが未熟であまり好調ではなかった。また、元来MRSとの折衝で設計が決められていた事から給仕室がなく、日本側で営業用として使用するには問題となったため、営業入り直前に最も車端側の区分室を給仕室とし、1位出入台を締め切って備品入れを設備する改造が行なわれた。そのため定員は区分室下段を3人掛けとして扱い座席41名、寝台数22へ変更されている。
なお、1952年には中央寄りの区分室を喫煙室としたために2室4名へと変更されたが、マロネとなってからの1955～1956年にかけて、大船工場で更新修繕により車内レイアウトの変更改造が施された。従来車端部に位置した給仕室を2人用個室に復元し、車体中央部の喫煙室を潰して給仕室および喫煙室を設置して3室6名に変更した。さらに前位出入台に配電盤室と物置を設備して片側出入台に改造されている。

### 台車
当初の台車は、戦前からの鉄道省標準型であるペンシルバニア形のTR23を元に、軸受をローラーベアリング化した構造のTR34であった。形鋼材と鋳造部品を組み立てたこの台車は当時の客車用標準2軸ボギー台車であったが、強度や整備性を重視していたことから、ばね定数を大きく設定してあったこともあって元々さほど乗り心地が良くないという欠点があり、車軸駆動冷房装置を搭載するとその駆動機構の影響で、乗り心地はさらに悪化した。
そこでマイネ40形各車は1949年秋、スハ42形1両（スハ42 87）及びスハフ41形20両（スハフ41 1 - 20）と台車を振り替えて、TR40を装備することになった。
スハ42形・スハフ41形は、戦前からの標準3等車であるオハ35形及びオハフ33形戦後型の台車をTR40に変更して1948年に開発されたものだが、台車振り替えされたスハ42形はオハ35形に（オハ35 1308）、スハフ41形はオハフ33形（オハフ33 607 - 626）に編入され、スハフ41形は形式消滅となった。
TR40は扶桑金属（旧・住友製鋼所/現・日本製鉄）が開発した、一体鋳鋼台車枠を持つ戦後の新型台車の一つである。軸ばねが従来の軸受直上に置かれた単ばねから、鞍状のばね受け両側に2つのコイルばねを振り分けて設置するウイングばね方式に変更され、重ね板ばねのままとされた枕ばね共々、ばねが軟らかくなって乗り心地が改善された。一体鋳造台車枠であるため台車の剛性は高まったが、重量がかさむのが難点であった。なお、TR40は後に乗り心地改善の面からばね定数の変更が行われ、TR40Aとなっている。
マイネ40 16は、1949年秋、大宮工場に入場して冷房取り外し工事中に事故で全焼した。翌年に復旧したが、これに際して台車を短腕軸梁式台車に交換した。この台車は中日本重工業（現・三菱重工業）が、ドイツの台車を参考に試作したMD4で、車軸の位置決め・案内を短い軸梁（スイングアーム）とその基部に結合されたトーションバーで行ってペデスタル（擦り板）を廃し、軸ばねは単列のコイルばねとした。乗り心地は良かったが、当時は軸梁基部の整備に難があり、量産型とはならなかった。

### 冷房装置
従来の川崎KM形冷房装置から更に進化した間接式の車軸駆動冷房装置「KM4形」である。
駆動力の取り出し方は従来の方式を踏襲したが、冷媒で直接車内空気を冷やすのではなく、冷媒によって床下の水タンクを冷却し、この水タンクからの冷水を天井の室内機に送って車内を冷却した。冷え始めるまでに時間はかかるが、列車が低速になっても水が暖まってしまうまでは冷房が効き続けるのがメリットであった。蒸気機関車牽引では搭載されている石炭などの容量によって一度の運用で走れる距離は限られているので、当時は優等列車でも機関車交換があったことから、10分や15分の長時間停車はざらであり、大きな改善点であった。
圧縮機等の冷房機器本体は1948年の新造時点では搭載されず、1949年の夏期を前に工場入場して搭載した。これに先立ち、1948年暮れ～1949年初頭の冬季運用では、暖房用蒸気の一部を冷房用室内機に通し、予熱した外気を車内に取り入れるという試みを行っている。当初は故障が多く、関係者が苦心したことは、このタイプも同様である。
なお、冷房装置は稼働時以外はただの死重になってしまうので、毎年夏を前に搭載され、秋になってから取り外された。これは車内から屋根裏を開けて行っていたが手間がかかるため、1955年以降、マロネ41形同様に屋根の外側に点検蓋を設ける改造が行われている。
その後、列車速度の向上と停車時間の短縮から、1957年～1960年にかけて冷水による間接冷却を廃止し、高速型圧縮機による直接冷却式冷房装置の川崎KM-7形搭載に改造された。このまま最後まで車軸動力冷房を続けている。
なお、近畿日本鉄道も1957年から2250系・6421系旧型特急電車の冷房化に際してKM-7形冷房装置を採用し、1958年以降の新造特急車（6431系、旧ビスタカー10000系）等でもKM-7を用いていたが、これらはいずれも動力を電動式としている。

## マイネ41形（マロネ41形）
マイネ41形は、MRSの外国人観光客受け入れ完備の方針によりマイネ40形の増備車として1950年に12両が製造された1等寝台車である。外観やデザインはマイネ40形を大筋で踏襲しているが、当初から片側1デッキ式とすると共に、窓を1区画1枚とし、寝室には1,200mm幅の広窓、その他の窓は800mm幅としている。マイネ40では鋼板屋根を採用したが不具合が発生した事から木製屋根・防水布の組み合わせに後退している。妻面はスハ43形客車等と同様の完全切妻形車体。また雨樋管は外妻ではなく側面に取り付けられた。台枠はUF125、台車は当初からTR40A形であった。製造は日本車輌・川崎車両に加え寝台車としては初めて近畿車輛が担当する事となった。
1955年にはマイネ40形同様の経緯で2等B寝台車に格下げされ、マロネ41形となった。
1960年の2等級制移行で1等寝台車となる。

### 設備
個室をなくして全室開放式のプルマン寝台とした。寝台区画は12区画、定員は座席48名（寝台数24）である。寝台間の間仕切はこれまでの着脱式から、背ずり中央に収納し使用時にはロックを外すと飛び出す方式(部内では「びっくり箱式」と呼ばれた)とした。
大きな特徴としては、西欧の習慣に倣いトイレ・洗面所・休憩室を男女別として洋式便所を導入したことが挙げられる。それまで列車のトイレを洋式のような腰掛け式として利用するには、和式便器にその都度別付けの便座を取り付けて間に合わせていたが、いささか不潔で評判が悪かった。また、マイネ40と異なり当初から給仕室を設置した。
また内装をそれまでのワニス塗り仕上げから薄緑色塗装仕上げとした「室内塗りつぶし車」のさきがけとなった。一方、照明はマイネ40の蛍光灯から白熱灯に後退。
冷房装置は電気式となり、車軸動力で発電機を駆動した。三菱電機と東洋キャリア社の2社の方式が併用されたため、いずれかが搭載されている。屋根上に冷房装置の点検蓋を設けて整備性を改善している。

### 改造工事
1961（昭和36）年、冷房装置のうち凝縮ユニットをオロネ10形同様の仕様であるCU1形に変更した。
1962（昭和37）年から抜本的な体質改善工事が行われた。TR40A形台車の枕バネが、従前の板バネから空気バネに改造されて乗り心地を改善、台車名称もTR40D形へ変更された。さらに冷房用電源についても従来の車軸駆動発電機から4PQディーゼル発電機に置き換えている。塗装も晩年は青15号に変更された。
また、6両が側窓を複層ガラスによる固定窓に改造され、21～26に改番された（種車は順不同で1・3・10・11・8・9）。ウインドウシル・ウインドウヘッダーの付いた古い外見と固定窓はややミスマッチであった。一部は内装をメラミン化粧板化するなど全面的に改装し、設備・機能はオロネ10形に近いものとなった。

## マイネ（マロネ）40・41形の経過

### マイネ（1等寝台車）時代
マイネ40・41形は当初はそのほとんどが進駐軍専用もしくはそれに類する列車に投入され、東京 - 札幌間を途中青函連絡船に積載されて直通するなどして全国の主要幹線ルートを往来した。
1950年以降は主に東海道・山陽本線系統の急行列車群に連結されて用いられた。なおマイネ40 15は1950年10月、東北本線急行「みちのく」として運転中に脱線事故を起こし、転覆大破して廃車となっている。
1951年以降日本国内の民間航空路が復活し、東京から各地への幹線ルートに旅客機が就航するようになると、従来国鉄の1等車を利用してきた富裕層や企業幹部等が、航空機利用に流れるという現象が生じてくる。
その一方で2等寝台車は需要が高かったため、国鉄は1955年7月に保有する1等寝台車全車を2等寝台車に格下げし、1等寝台を廃止した。この実質的な運賃・料金値下げにより、マイネ40・41形はマロネ40・41形に形式を変更した。

### マロネ（2等寝台車）時代
旧1等の冷房付寝台車は、個室が2等A寝台、開放室が2等B寝台となった。従って両方を併設したマロネ40形は2等A・B寝台車、開放室のみのマロネ41形は2等B寝台車となる。
進駐軍が接収していた優等寝台車の多くは1953年頃までに日本側に返還されたが、マロネ40・41形およびコンパートメント式2等C寝台車で1951年製造のスロネ30形を除けば、1928年～1939年に製造された古い3軸ボギー車がほとんどであった。これら、老朽化した戦前製の2等寝台車は冷房装置がなく昼間はロングシートになるといった車両も多いなどサービス上問題が多く、抜本的な対策が求められた。
その中で車齢も比較的新しく、設備も良く数もそれなりに揃ったマロネ40・41形は、最上等の存在であった。東海道・山陽本線の代表的な急行列車に連結され九州にも直通した。
- 1956年11月に運転を開始した戦後初の夜行特急列車である東京 - 博多間特急「あさかぜ」にもマロネ40形を連結。1957年10月に運転を開始した日本で最初の本格的な寝台列車と言える東京 - 大阪間急行「彗星」には1列車あたり6両もの2等寝台車が連結されていたが、そのうち4両がマロネ40・41形であった。

1957年には10系客車の食堂車としてオシ17形が製造された。床下にディーゼル発電機を搭載し、発電された電力によって電動式の冷房装置を駆動する方式を初めて採用した。メンテナンスや信頼性の優位性から、車軸駆動冷房方式は以後新規採用されなくなった。
1958年にはプルマン式でありながら非冷房のため2等C寝台と3等寝台を併設した軽量合造寝台車ナロハネ10形が少数製造された。同年に近代化された特急用の20系客車が登場し、さらに翌1959年にはナロネ21形の流れを汲んだプルマン式二等B寝台車のオロネ10形が開発される。
- オロネ10形は2.9m幅の大型車体を持ち、電気式冷房装置と複層ガラスによる固定式側窓を備え、ドアの遠隔鎖錠ができない点を除けば質的には20系と遜色なかった。また冷房電源は自車床下のディーゼル発電機でまかないながらも、マロネ級の各形式より10t近くも軽量化されていた。以後1965年までに100両近く製造され、老朽化した戦前形の3軸ボギー式マロネをほとんど淘汰することになる。

### マロネ（1等寝台車）時代
1960年に国鉄は2等級制に移行し、マロネ40・41形も1等寝台車となった。製造後10年以上を経過し、特にマロネ41形には先にも記したとおりの大規模な体質改善工事が行われている。
20系の増備によって特急列車運用から撤退した後は、東海道・山陽本線および鹿児島本線急行に限定される形で運用されたが、線路条件から牽引能力にまま余裕のあったこれらの路線以外では、重いマロネ級車両は使用が避けられたという事情による。このため東京 - 大阪間夜行急行にはマロネ40・41形が多く充当された（特にマロネ40形については東海道本線以外に区分室の需要が殆どなかったという事情もある）。
- 東北・上信越・北陸方面については、碓氷峠・板谷峠など勾配区間の存在と逼迫する輸送力の問題から、オロネ10形の直接投入で従来の3軸ボギー式老朽マロネを置き換えた。通常、旧型車が辿る地方路線への転用いわゆる「都落ち」は、マロネ40・41形に関する限り起こらなかったと言える。

1964年の東海道新幹線開業で東京 - 大阪間の夜行急行が大幅に削減されると旧型の優等寝台車は老朽化が進んだことや、利用者の新幹線への移行に伴う区分室の需要激減もあり、マロネ40形の一部は業務用車両へ改造され最終的に1970年までに現役を退いた。
またマロネ41形も山陽新幹線岡山暫定開業の1972年までに一般営業から退き、最後に残った20番台の2両も1974年にマヤ43形に改造されたことで形式消滅した。

## 事業用車
第一線を退いたマロネ40・41形の一部は、特殊用途の車両に改造された。その用途はいずれもユニークである。

### マヤ40形
1967年に大宮工場で、マロネ40 4より改造された“脱線試験車”である。
1963年の鶴見事故等で貨車の競合脱線現象が問題となり、1966年に新線が開通して廃止された根室本線狩勝峠旧線を実験線とし、本形式を使用した脱線実験が開始された。
本形式を先頭車とした無人の実験列車は、新得駅側から機関車の牽引で新内駅側まで進み、下り勾配を利用して突放される。後は惰性で走行しながら後続の貨車を人為的に脱線させ、脱線しない本形式でデータを収集する。
外見はマロネ時代とほとんど変わらず、妻面にアンテナが立てられた（後に車体中央部の屋根にアンテナを搭載するための開口部が作られた）程度である。客室設備・冷房はすべて取り払われ、無線によってリモートコントロール可能なブレーキ装置、連結器開放装置、車輪観察用のカメラ、データ測定・送信装置が搭載されていた。車輪はフランジが通常より深く、踏面勾配も緩い特殊形状で、実験線のレールに設定された様々な歪みに対しても脱線しにくい構造になっている。連結器も他の車両につられて脱線しないように、下半分が削られた特殊な形をしている。また、無人列車の先頭車となるため、警笛の代わりにサイレンを鳴らしながら走行した。
狩勝実験線での試験終了後は、ほとんど使用されないまま、国鉄民営化直前の1987年2月に廃車され、形式消滅した。
- マロネ40 4 → マヤ40 1

### スヤ42形
| スヤ42 1（ツーリングトレイン帯広） |  | スヤ42 1（帯広ツーリングトレイン） |
| スヤ42 1（ツーリングトレイン帯広） |  | スヤ42 1（帯広ツーリングトレイン） |

1968年に旭川工場で、マロネ40 5より改造された“保健車”である。
国鉄職員の健康診断を行うための巡回車両で、車内にレントゲン室・暗室・聴力検査室・診察室等を設けた。一部個室スペースを業務室としたり、旧開放寝台の下段ベッドを利用するなど、巧みにレイアウトされている。寝台車時代の冷房は取り外されたが、駅構内での留置状態で用いられることが多いため、その間の暖房用として温気暖房装置を搭載している。北海道内で使用されたが1986年9月に廃車となった。
廃車後、帯広ツーリングトレインとして使用された。
スヤ42形には他に3両が改造されたが、これらは1979年から1981年にかけてスハ43形を改造したものである。
- マロネ40 5 → スヤ42 1

### オヤ41形
1968年に大船工場で、マロネ40 7・11より改造された工事車である。
鉄道の工事現場における作業員の移動宿舎の役割を果たすもので、車体中央部の区分室を潰して談話スペースとし、それ以外の区分室と開放寝台はそのまま利用している。ただし、すべての寝台が畳敷きに改造された。デッキ側の便所・洗面所スペースは物置に改造され、冷房装置は取り外されている。
1974年に、オロネ10形改造の工事車であるオヤ10 1・2と新たに編成を組むことになり、オヤ10形から冷気の提供を受ける形で再冷房化された。このため貫通路上に冷風ダクトを装備している。またこれ以降に残った便所・洗面所も物置に改造された。
三島操機区に所属し架橋工事等で使用されたが、国鉄民営化直前の1987年2月に廃車され形式消滅した。しかしながら2両とも解体されずに存置され、最終的にはマイネ40形への復元改造が行われている。
- マロネ40 7・11 → オヤ41 1・2

### マヤ43形
1974年に高砂工場で、マロネ41 23・24より改造された“教習車”である。
列車掛教習車で、客室設備を一部存置、取り扱いの講習に用いた。2については後に一部の窓を潰している。
大阪鉄道管理局で教習用に用いられていたが、国鉄民営化直前の1987年2月に廃車され形式消滅。
1は高崎に移され保存前提での保管が続いていたが、碓氷峠鉄道文化むらでの保存対象から外れ解体，2は宮原で保管されたが1996年2月26日に解体された。
- マロネ41 23・24 → マヤ43 1・2

## 保存車
オヤ41形2両がJR移行後まで残存し、復元保存の対象となった。
| 画像                   | 番号        | 所在地                            | 備考 |
| ---------------------- | ----------- | --------------------------------- | --- |
|                        | マイネ40 7  | 愛知県名古屋市港区 リニア・鉄道館 | オヤ41 1から復元され、静岡県浜松市天竜区佐久間町の飯田線中部天竜駅構内にある佐久間レールパークに保存後、2011年3月から同所で展示されている。 |
|                        | マイネ40 11 | 群馬県安中市 碓氷峠鉄道文化むら   | オヤ41 2から復元された。 |
| 保存後に解体された車両 |             |                                   | |
|                        | スヤ42 1    | 北海道帯広市                      | 1997年時点では現存。解体時期不明。 |